# トリックすたあ
トリックすたあは日本の劇団。1984年に亀山助清、ルー大柴、剛州によって結成された。現在は活動休止。

## 公演作品
- 『天国からきたバットマン』

1990年2月公演
- 『THE. 新撰組』心もとない俺たちに…いつかロックンロール

1991年3月21日～24日、Space107
- 『FIRST・STEP』もう一度歩き始める為に

1993年3月20日～21日、Space Zero
- 『トリックすたあ秋の祭典』

1993年10月2日～3日、青山円形劇場
- 『THE DOOR』開けてみないか…勇気をだして…

1994年3月23日～28日、Space 107

## メンバー
- 亀山助清
- ルー大柴
- 剛州
- 山寺宏一
- 兵藤まこ
- 安地里恵
- 松本圭未
- 松本梨香
- 夏井貴浩
- 渡義昭

## CD
- 「くわぁんくわぁん」（1994年7月20日、ALCA-5002、アルファレコード）